# Paula Cristina Gonçalves
Paula Cristina Gonçalves (nació el 11 de agosto de 1990 en São Paulo) es una tenista profesional brasileña y miembro de la selección de Brasil de la Copa Federación. Su mayor ranking en la WTA es el 158 logrado en agosto de 2016. En dobles fue 95, que llegó el 29 de febrero de 2016.

## Títulos WTA (1; 0+1)

### Dobles (1)
| Leyenda                    |
| Grand Slam (0)             |
| Juegos Olímpicos (0)       |
| WTA Tour Championships (0) |
| WTA Elite Trophy (0)       |
| Premier Mandatory (0)      |
| Premier 5 (0)              |
| Premier (0)                |
| International (1)          |

| N.º | Fecha               | Torneo | Superficie    | Compañera           | Oponente en la final        | Resultado        |
| --- | ------------------- | ------ | ------------- | ------------------- | --------------------------- | ---------------- |
| 1.  | 19 de abril de 2015 | Bogotá | Tierra batida | Beatriz Haddad Maia | Irina Falconi Shelby Rogers | 6-3, 3-6, [10-6] |

## Títulos ITF

### Individual (7)
| Legend           |
| ---------------- |
| $100,000 torneos |
| $80,000 torneos  |
| $60,000 torneos  |
| $25,000 torneos  |
| $15,000 torneos  |

| N.º | Fecha                   | Torneo                      | Superficie | Oponentes              | Resultado     |
| --- | ----------------------- | --------------------------- | ---------- | ---------------------- | ------------- |
| 1.  | 3 de octubre de 2011    | Sao Paulo, Brasil           | Arcilla    | Bárbara Luz            | 6-2, 6-3      |
| 2.  | 1 de diciembre de 2012  | Santiago, Chile             | Arcilla    | Julia Cohen            | 0-6, 6-3, 6-4 |
| 3.  | 15 de julio de 2013     | Campos do Jordao, Brasil    | Dura       | Maria Irigoyen         | 3-6, 7-5, 6-1 |
| 4.  | 31 de marzo de 2014     | Sao Jose Dos Campos, Brasil | Arcilla    | María Fernanda Alves   | 6-2, 3-6, 6-2 |
| 5.  | 26 de noviembre de 2016 | Santiago, Chile             | Arcilla    | Daniela Seguel         | 4-6, 4-4 ret. |
| 6.  | 2 de abril de 2017      | Campinas, Brasil            | Arcilla    | Stephanie Mariel Petit | 6-4, 6-4      |
| 7.  | 18 de agosto de 2018    | Cuneo, Italia               | Arcilla    | Bianca Turati          | 6-4, 6-2      |

### Finalista (5)
| N.º | Fecha                  | Torneo                      | Superficie | Oponentes       | Resultado        |
| --- | ---------------------- | --------------------------- | ---------- | --------------- | ---------------- |
| 1.  | 7 de junio de 2010     | Brasilia, Brasil            | Arcilla    | Fernanda Faria  | 7-6, 3-6, 4-6    |
| 2.  | 7 de abril de 2014     | Sao Jose Dos Campos, Brasil | Arcilla    | Gabriela Ce     | 1–1 ret.         |
| 3.  | 9 de junio de 2014     | Padua, Italia               | Arcilla    | Louisa Chirico  | 2–6, 6–1, 6–7    |
| 4.  | 25 de octubre de 2015  | Florence, Estados Unidos    | Dura       | Grace Min       | 2–6, 6–4, 6–7(2) |
| 5.  | 4 de diciembre de 2016 | Santiago, Chile             | Arcilla    | Tamara Zidansek | 1–6, 4–6         |